# Heito
Heito noto anche come Hatto o Haito (in italiano Attone di Reichenau; 762 circa – Reicheinau, 17 marzo 836) è stato un monaco cristiano, abate e vescovo cattolico svevo, fu principe-abate di Reichenau e vescovo della diocesi di Basilea.

## Biografia

### L'infanzia e la giovinezza a Reichenau
Di origine probabilmente sveva, all'età di cinque anni venne affidato con il fratello Wadilcoz all'abbazia di Reichenau, uno dei più importanti monasteri benedettini dell'epoca carolingia. Sotto la guida dell'abate Waldo, entrambi i fratelli completarono la propria formazione monastica: Wadilcoz venne inviato, grazie all'influente raccomandazione dell'abate, presso Alcuino, che probabilmente seguì anche a Tours, divenuto uno dei suoi pupilli; Heito rimase invece presso Reichenau come direttore della scuola monastica, contribuendo in particolare allo sviluppo della biblioteca.

### La carriera diplomatica ed ecclesiastica
Sulle successive fasi della carriera ecclesiastica di Heito, c'è concordanza nelle fonti nell'attribuire all'anno 806 la sua nomina ad abate di Reichenau, subentrando a Waldo divenuto abate dell'abbazia imperiale di Saint-Denis a Parigi, mentre per quanto riguarda la designazione alla cattedra vescovile della diocesi di Basilea le date possibili sono comprese tra l'802 e l'806; anche in questa carica fu il successore di Waldo, che ottenne la diocesi di Pavia. È in questo periodo che Heito iniziò anche a ricoprire un ruolo di sempre maggiore rilievo all’interno della corte carolingia, è infatti citato sia come diplomatico al servizio di Carlo Magno sia come firmatario del suo testamento.
“Stabat autem gloriosissimus regum Karolus iuxta fenestram lucidissimam, radians sicut sol in ortu suo gemmis et auro conspicuus, innixus super Heittonem; hoc quippe nomen erat episcopi ad Consantinopolim quondam destinati.”

"Carlo, il più glorioso tra i re, stava in piedi accanto alla finestra piena di luce, risplendendo come il sole al suo sorgere, notevole per l'oro e le gemme, appoggiato a Heito; questo era infatti il nome del vescovo che una volta venne inviato a Costantinopoli."
Questo passo tratto dai Gesta Karoli Magni di Nokter I di San Gallo attesta la grande vicinanza tra l'imperatore e il vescovo di Basilea e fa riferimento alla missione diplomatica che Heito compì per ordine di Carlo Magno a Costantinopoli nell'811 presso l’imperatore bizantino Niceforo I. A causa della grande instabilità dell'impero bizantino in quel periodo e della scomparsa del resoconto stilato da Heito, risulta difficile stabilire con certezza se l'ambasciata abbia avuto successo. 
“Episcopi: Hildebaldus, Ricolfus, Arno, Wolfarius, Bernoin, Laidradus, Iohannes, Theodulfus, Iesse, Heito, Waltgaudus. Abbates: Fredugisus, Adalung, Engelbertus, Irmino. Comites: Walacho, Meginherus, Otulfus, Stephanus, Unruochus, Burchardus, Meginhardus, Hatto, Rihwinus, Edo, Ercangarius, Geroldus, Bero, Hildigerus, Rocculfus.”
Alla fine della propria opera sulla vita di Carlo Magno, Eginardo pone la trascrizione del documento contenente il testamento dell'imperatore, nel quale sono annotati tutti i presenti al momento dell'ufficializzazione che cofirmarono il testo. Tra questi, all’interno dell'elenco dei vescovi, è nominato anche Heito di Reichenau, a ulteriore testimonianza del prestigioso ruolo che ricopriva all'interno della corte carolingia.
Nonostante gli impegni cortigiani, Heito non trascurò i propri doveri di vescovo e abate. Promulgò i venticinque articoli dei Capitula ecclasiastica, una raccolta di norme molto dettagliate (ad esempio, viene imposto il celibato (IX) o viene vietata la compravendita di cariche religiose (XII), ma viene anche vietata la frequentazione di taverne (X) o che una donna si avvicini all'altare, neanche per lavare i paramenti sacri (XVI))  destinate al clero della diocesi di Basilea. Per la somiglianza con i canoni emanati dal concilio dell'813, è probabile che Heito abbia composto i Capitula poco dopo tale data. Nel corso del suo mandato vescovile, ordinò la costruzione della prima cattedrale di Basilea, probabilmente intitolata a Santa Maria, di cui oggi non rimane che parte delle mura di fondazione al di sotto dell'attuale edificio. Il 16 agosto 816 consacrò la chiesa abbaziale dei Santi Maria e Marco a Reichenau, la cui realizzazione, in luogo dell'originario santuario in legno, aveva probabilmente ordinato al ritorno da Costantinopoli. Sempre all'anno 816 risale la sua partecipazione al primo della serie di sinodi tenuti ad Aquisgrana riguardo alla regolazione della vita monastica all'interno del regno franco. Tra i documenti prodotti nel corso dell'evento, sono presenti gli Statuta Murbacensia, la più lunga tra le registrazioni delle decisioni preliminari del sinodo, la cui paternità, sebbene non del tutto certa, è attribuita a Heito. È possibile che questa non sia stata l'unica partecipazione di Heito a un sinodo: potrebbe infatti aver preso parte anche al concilio di Aquisgrana dell'809, riguardante la disputa teologica sull'aggiunta dell'espressione Filioque all'interno del Credo. Gli atti del sinodo sono perduti, tuttavia, secondo lo studioso Harald Willjung, è possibile identificare Heito dietro l'autore anonimo di uno dei rapporti teologici stilati in quel contesto (Testimonia de processioni Spirictu Sancti).

### Gli ultimi anni e la morte
Intorno ai sessant'anni, nell'823, rinuncia contemporaneamente sia alla carica di abate sia a quella di vescovo e continua a vivere nell'abbazia di Reichenau come monaco semplice. Per giustificare la decisione di ritirarsi dagli impegni politici ed ecclesiastici, è stata avanzata l'ipotesi che potesse essere gravemente malato.  Nell'825 viene stilato il libro delle confraternite di Reichenau, contenente l’elenco i membri delle comunità religiose che erano unite in una confraternita con il monastero, con l'obbligo di ricordarli nella preghiera quotidiana: il primo della lista è l'abate Erlebaldo, discepolo e successore di Heito, subito sotto di lui è segnato Heito, ricordato con il titolo di vescovo. Morì il 17 marzo 836.

## Opere
Oltre alle già citate opere normative pertinenti alla sua funzione di vescovo, i Capitula ecclesiastica e i due testi, la cui attribuzione è incerta, prodotti nel contesto di sinodi ecclesiastici, e il resoconto del viaggio relativo alla missione diplomatica a Costantinopoli dell'811 di cui purtroppo si conserva solo il titolo Odoporicus, interessano la figura di Heito anche le seguenti opere:

### Versus ad Basalam scribendus et versus ad Basalam in ciborio
Si tratta di due componimenti metrici che celebrano Heito come costruttore di un edificio religioso il primo e come donatore di un ciborio il secondo. L'attribuzione diretta ad Heito, riportata nei repertori CALMA e “Geschichtsquellen des deutschen Mittelalters”, è piuttosto dubbia e, secondo alcuni studiosi, è più probabile siano stati scritti con la committenza del vescovo di Basilea da un monaco di Reichenau. I due testi, tramandati esclusivamente dalla loro citazione all'interno del De viris illustribus monasterii Augiae Majori di Jean Egon, priore di Reichenau nel XVII secolo, sono stati a lungo interpretati in riferimento all'edificazione della chiesa abbaziale dei Santi Maria e Marco di Reichenau, correggendo Basalam (denominazione in latino di Basilea in uso nell’epoca carolingia) in basilicam. Infatti, la scoperta delle fondamenta di una cattedrale datata all'inizio del IX secolo al di sotto dell'attuale cattedrale di Basilea risale solamente agli anni '70 del '900; precedentemente la mancanza del titolo di vescovo ad accompagnamento del nome di Heito (in entrambi i componimenti è definito semplicemente sacerdos) e la non esistenza di prove concrete dell’edificazione di una cattedrale a Basilea in questo periodo suggerivano la correzione. Tuttavia, alla luce della scoperta archeologica è possibile dare fiducia alla versione riportata da Jean Egon e interpretare i due testi in riferimento alla cattedrale di Basilea.
Il primo ricorda con enfasi retorica il momento della costruzione della cattedrale a partire da una preesistente struttura fatiscente. Purtroppo, non si conosce con certezza l’anno di avvio dei lavori e l'unica datazione possibile è quella entro i termini dell'episcopato di Heito, escludendo i primi anni, in quanto il vescovo è detto essere ampiamente venerato in Germania ed è più probabile quindi che si parli in un momento in cui la sua fama è già ben affermata. Il testo si presenta essenzialmente come un centone di versi tratti dall'Eneide e dalle poesie di Venanzio Fortunato.
Il secondo, invece, è stato prodotto probabilmente in occasione della rinuncia di Heito alla cattedra vescovile nell'823 (anno esplicitamente citato nel breve componimento come decimo anno del regno di Ludovico il Pio). Era infatti consuetudine che un vescovo al momento dell'abbandono di una sede vescovile restituisse i beni acquisiti dal momento della nomina; Heito liquida quindi i suoi beni comprando e donando alla cattedrale di Basilea un ciborio, probabilmente in metallo, che nel componimento è infatti detto splendere.

### Visio cuiusdam pauperculae mulieris
La Visio cuiusdam pauperculae mulieris (Visione di una povera donna) è una delle tre visioni dell'aldilà inquadrabili all'interno del contesto di Reichenau nei primi decenni del IX secolo, insieme alla Visio Wettini e alla Visio Baronti. Se l'ambiente di produzione dell'opera sembra confermato con sufficiente certezza, lo stesso non si può dire dell'autore: si tratta infatti di un'altra opera attribuita a Heito senza che ci sia concordanza tra gli studiosi, si oscilla infatti tra chi non mette assolutamente in dubbio la paternità avanzata da Hubert Houben, e chi preferisce considerare l'opera anonima. L'opera, databile tra l'819 e l'822, propone un resoconto di una visione dell'aldilà avuta da una donna di Laon, città situata nella parte nord-occidentale dell'attuale Francia, con chiaro fine politico: tutti i personaggi che la donna incontra nel suo viaggio appartengono alla famiglia del regnante Ludovico il Pio, indicato come destinatario del messaggio di invito al pentimento sotteso al viaggio. L'imperatore è infatti criticato per l'uccisione del nipote Bernardo, collocato nel Paradiso al contrario degli altri personaggi, il padre Carlo Magno, la moglie Ermengarda e il cognato Begone, variamente puniti.

### Visio Wettini
Sotto il titolo di Visio Wettini sono tramandate due redazioni della stessa vicenda, una in prosa, scritta a ridosso dell'evento riferito, intorno all'824, e una in versi, composta nell'826 dall'allora diciottenne Valafrido Strabone, che probabilmente si occupò in tale occasione di revisionare anche il primo testo scrivendone anche la prefazione in cui la narrazione è attribuita a Heito di Reichenau. La Visio Wettini è presentata come resoconto di una visione dell'aldilà, redatto da Heito con assoluta fedeltà al racconto che il monaco Wetti fece immediatamente dopo aver vissuto l'esperienza, tanto che il testo stesso parla di una prima frettolosa trascrizione su tavolette cerate. Secondo un topos diffuso tra le visioni medievali, la visita dell'oltretomba da parte di Wetti avviene nei momenti di sonno e dormiveglia durante una grave malattia nei giorni immediatamente precedenti alla sua morte. Nel corso del breve viaggio, diviso in due momenti separati, Wetti viene accompagnato da un angelo tra i magnifici paesaggi dell'aldilà: viene così in contatto con le anime dannate, variamente punite in un luogo montuoso, e con le anime elette, residenti in una struttura naturale splendente di materiali preziosi; incontra anche una terza categorie di anime, tra cui è riconoscibile Carlo Magno, a cui è riservato un destino di redenzione, una volta espiate le proprie colpe attraverso pene subite secondo le stesse modalità e negli stessi luoghi delle anime dannate. Il testo si inserisce sicuramente nel filone delle visioni politiche, schierandosi a favore di Ludovico il Pio, pienamente riabilitato dopo l'ammenda di Attigny (822), il cui entourage è indirettamente citato tra gli eletti, ma mantiene anche una forte motivazione di insegnamento morale, coerente con il ruolo che Heito ha avuto all'interno della riforma monastica del sinodo dell'816.

### Edizioni e traduzioni
Testimonia de processione Spiritu Sancti
- H. Willjung (MGH Conc., 2, Suppl. 2) 1998, pp. 385-395.

Capitula ecclesiastica
- A. Boretius (MGH Capit., 1), 1881, pp. 363-366.
- P. Brommer (MGH Capit. Episc., 1), 1984, pp. 210-219.

Statuta Murbacensia
- Kassius Hallinger, Corpus consuetudinum monasticarum I Initia Consuetudinis Benedectinae. Consuetudines saeculi octavi et noni, Siegburg, 1963, pp. 437-450 [a cura di. J. Semmler].

Versus ad Basalam scribendus et versus ad Basalam in ciborio
- E. Dümmler (MGH Poetae, 2), 1884, pp. 425-426.
- (FR)  C. Wilsdorf, L'évêque Haito reconstructeur de la cathédrale de Bâle (premier quart du IXe siècle). Deux textes retrouvés, «Bulletin Monumental» 133/2 (1975), pp. 175-176.

Visio cuiusdam pauperaculae mulieris
- H. Houben, Visio cuiusdam pauperculae mulieris: Überlieferung und Herkunft eines frühmittelalterlichen Visionstextes (mit Neuedition), Zeitschrift für die Geschichte des Oberrheins, vol. 124, 1976.
- M. P. Ciccarese, Visioni dell’aldilà in Occidente: fonti, modelli, testi, Firenze,  Nardini, 1987, pp. 395–399.

Visio Wettini
- E. Dümmler (MGH Poetae, 2), 1884, pp. 267-275
- Maria Pia Ciccarese (trad. comm.), Visioni dell'aldilà in Occidente. Fonti modelli e testi, Firenze, 1987, pp. 406-438.
- (EN)  E. Gardiner, Visions of Heaven and Hell before Dante, New York, 1989, pp. 65-79.
- (DE)  Hermann Knittel, Heito und Walahfrid Strabo Visio Wettini. Einführung, lateinisch-deutsche Ausgabe und Erläuterungen praef. Walter Berschin, Heidelberg, 2004, pp. 34-62.

### Pianta di San Gallo

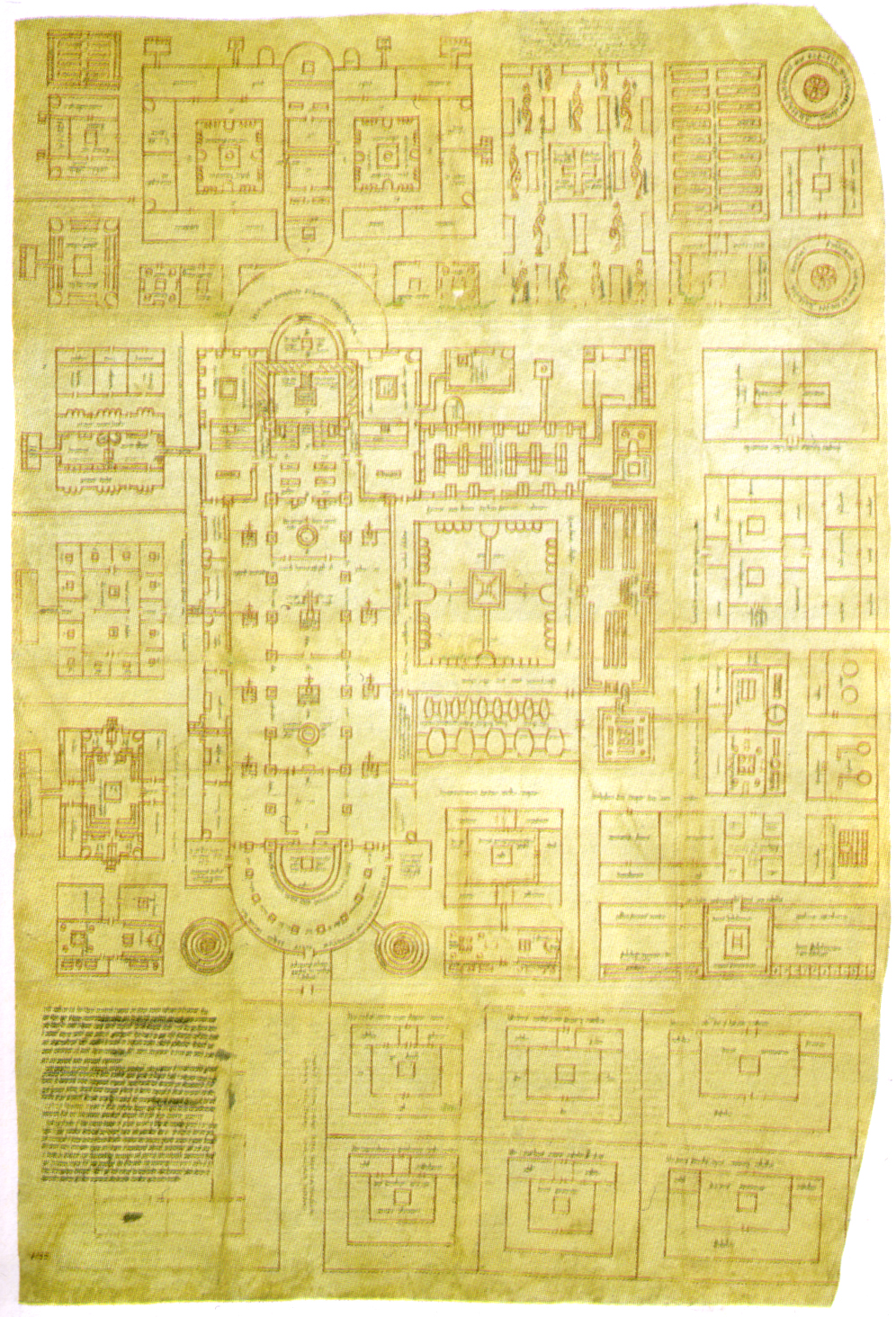
Pianta di San Gallo, Codex Sangallensis 1092, recto

Un discorso a parte merita la cosiddetta Pianta di San Gallo, un documento conservato presso la biblioteca del monastero di San Gallo con la segnatura St. Gallen, Stiftsbibliothek, Cod. Sang. 1092. Si tratta della pianta di un'abbazia benedettina completa, non corrispondente a nessuno degli edifici mai effettivamente realizzati, disegnata su cinque fogli di pergamena cuciti insieme. Sul margine è annotata una dedica a Gozberto, abate di San Gallo dall'816 all'836. Sulla base dell'esame paleografico condotto da Bernhard Bischoff, è stata avanzata l'ipotesi che si possa trattare di una produzione interna al monastero di Reichenau; in particolare, secondo Walter Horn ed Ernest Born, si tratta di una copia fatta eseguire da Heito di Reichenau per inviarla all'abate Gozberto che non aveva partecipato al sinodo dell'816, nel corso del quale era stato prodotto l'originale, nell'ambito della ridefinizione della regola benedettina con l'obiettivo di estenderla a tutti i monasteri di area franca. Quindi, non si tratta di un reale progetto architettonico che purtroppo non è mai stato concretizzato, ma dell'illustrazione del monastero ideale, l'archetipo a cui è necessario far riferimento per costruire, ristrutturare e riorganizzare le strutture esistenti e future. Secondo questa interpretazione, la pianta assume un forte valore storico, sociale, artistico e religioso, perfettamente inserita all’interno della riforma benedettina e testimonianza concreta della pervasività di tale operazione, solo apparentemente relegata in ambito ecclesiastico.
Tale interpretazione non è tuttavia concordemente accettata e c'è chi, come Warren Sanderson, pur riconoscendo l'importanza del documento per la sua unicità, tende a ridimensionarne il valore a un livello più locale. È contestata in particolare l’attribuzione all'ambiente della riforma benedettina a causa di alcuni elementi interni al disegno e alle didascalie della pianta che fanno propendere per una diversa datazione: si nota infatti la presenza di alcuni decori a viticcio nella rappresentazione del cimitero attestati solo fino all'810 circa, mentre la denominazione di uno degli altari come dedicato a San Sebastiano lascia intendere una datazione più tarda: infatti non si trova nessuna reliquia del santo, elemento necessario alla consacrazione di un altare in suo nome, a nord delle Alpi prima dell'826. Inoltre, sono state individuate numerose linee di costruzione mai ripassate a inchiostro che suggeriscono l'idea che la pianta sia stata disegnata senza prendere spunto da un prototipo. E, in ultima analisi, considerando le chiese costruite dopo il sinodo di Aquisgrana si nota come le dimensioni dell'edificio previsto nella pianta siano molto più in linea con la monumentalità della prima età carolingia che non con le indicazioni della riforma, che sembrano suggerire luoghi di culto più ridotti. L'ipotesi di Sanderson prevede quindi che la pianta sia stata inizialmente tracciata a Reichenau negli anni precedenti la morte di Carlo Magno, poi successivamente rivista con l'aggiunta di alcune precisazioni didascaliche (come la dedica dell'altare a San Sebastiano) negli anni tra l'826 e l'830, sotto la direzione di Heito ritornato come monaco semplice, il quale poi la invia, non come documento ufficiale emesso da un sinodo, ma come oggetto interessante e stimolante, all'amico, come suggerisce anche il tono della dedica di invio, in cui Gozberto è appellato come dulcissime fili.